# Debra Fischer
Debra Ann Fischer, född 1953, är astronomiprofessor vid Yale University och forskar om detektion och karakterisering av exoplaneter. Hon var med i det forskarlag som upptäckte det första kända flerplanetsystemet.

## Forskning och karriär
Fischer är medförfattare till över 100 artiklar om dvärgstjärnor och stjärnliknande objekt i vårt galaktiska grannskap, inklusive många exoplaneter. Hon är ansvarig forskare hos N2K konsortiet som söker efter exoplaneter. Hon är också med i det planetsökarlag, som under ledning av Geoffrey Marcy, letar efter exoplaneter.